# 紀純
紀純（1479年—？年），字一之，河南彰德府磁州人，明朝政治人物。

## 生平
與安阳崔太史後渠、林虑馬都憲柳泉齊名，稱“鄴下三俊”。治《詩經》，行一，由國子生中式丁卯科（1507年）河南鄉試第十名舉人，年四十五歲中式嘉靖二年（1523年）癸未科會試第二百四十九名，第三甲第二十一名進士。初授户部主事，轉本部郎中，遷四川保宁府知府，仕终陕西按察司副使，备兵西宁。致仕归，所著有《四書诗经講義》、《策學集》、《成相正録》、《保宁志》、《燕石珍藏》等集，祀乡贤祠。

## 家族
曾祖紀麟。祖父紀驂，贈監察御史。父紀傑，监察御史。母李氏，封孺人；继母李氏。慈侍下。兄爵、相、鉞、宗、仁、隆、弟奎、資、綬（典膳）、約、臣、讓。